# Mary Ann Rhodes
Mary Ann Rhodes (nascida Dormer) (12 de agosto de 1882 – 3 de março de 1998) foi uma supercentenária canadense que no momento da sua morte aos 115 anos e 203 dias, era a terceira pessoa viva mais velha do mundo (depois de Marie-Louise Meilleur e Sarah Knauss) e a segunda viva pessoa mais velha do Canadá depois de Marie-Louise Meilleur. Ela também é a segunda pessoa mais velha da história do Canadá depois de Marie-Louise Meilleur. Apesar de ter chegado aos 115 anos de idade, Rhodes nunca se tornou a pessoa viva mais velha do Canadá, ou mesmo de Ontário, devido a Marie-Louise Meilleur, que faleceu um mês após Rhodes, aos 117 anos.

## Biografia
Mary nasceu em 12 de agosto de 1882 em um assentamento chamado South Lake, Leeds, Ontário, a primeira filha de John e Annabelle Dormer. Seu pai e sua irmã mais nova viveram até os 90 anos.
Ela e as duas irmãs mais novas, Sarah e Eva, participaram da escola do condado a uma milha de sua casa. Aos 18 anos, em 1900, ela foi ao Colégio Agrícola em Guelph para fazer um curso em economia doméstica.
Em 1912, ela se casou com Victor Rhodes, um fazendeiro bem sucedido em Seeley's Bay. Seu filho, Murray, nasceu em 1916. Seu filho, Murray Rhodes mais tarde se tornou um dentista e teve uma prática em Kingston. Seu marido morreu em 1954, e Mary continuou a viver em Seeley's Bay até 1968.
Ela morou em sua própria casa até 1986, quando mudou-se para o lar de assistência do Providence Manor em Kingston, Ontário. Aos 105 anos, ela havia ficado cega por muitos anos. Em 1991, aos 109 anos, Rhodes foi escolhida para apresentar algumas flores a Diana, Princesa de Gales. Aos 113 anos, Rhodes foi confinada a uma cadeira de rodas, mas ainda era capaz de alimentar-se. Aos 115 anos, sua audição estava um pouco desgastada, mas ela ainda estava bem ciente de tudo acontecendo ao redor dela.
Ela morreu em 3 de março de 1998 aos 115 anos, 203 dias. No momento de sua morte, ela era a segunda viva pessoa mais velha do Canadá. Ela permanece como a segunda pessoa mais velha da história do Canadá até hoje.